# THE ALFEE CLASSICS
『THE ALFEE CLASSICS with LONDON SYNPHONY ORCHESTRA』（ジ・アルフィー・クラシックス：ジ・アルフィー・ウィズ・ロンドン・シンフォニー・オーケストラ）は、1990年3月21日に発売されたTHE ALFEE初のクラシックス・アルバム。

## 概要
全編曲と指揮を服部克久が務めた、アルフィー初のクラシック音楽との融合アルバム。
演奏はロンドン交響楽団。歌詞カードには服部によるライナーノーツと高見沢による解説がある。
服部は「知らない人は昔から、そういう曲だったと勘違いする位のつながり方でなくてはならない」と語り、結果については満足のいく仕上がりであるとも語った。
服部について高見沢は、「神経質そうに見えるが実はヒューマニティ溢れる優しい心の持ち主」と語り、THE ALFEEについては明治学院出身では島崎藤村の次に有名な三人組だと語った。
ライナーノーツ内で第2弾、第3弾も考えているという旨が記載されており、1996年と2001年に発売された。
第2弾、第3弾では、ロイヤル・フィルハーモニー管弦楽団が演奏している。

## 収録曲
全作曲：高見沢俊彦、編曲：服部克久

1. ［ホルスト、組曲「惑星」作品32より］木星 〜星空のディスタンス　[3:55]
Jupiter, from "The Planets op.32" [Gustav Holst, 1874-1934]
2. ［アディンセル］ワルソー・コンチェルト 〜恋人達のペイヴメント　[4:57]
Warsaw Concerto [Addinsell, 1904-1977]
3. ［ワーグナー、楽劇「ヴアルキューレ」より］ ヴアルキューレの騎行 〜ジェネレーション・ダイナマイト　[4:57]
The Ride of The Valkyries, from "Die Walküre" [Wagner, 1813-1883]
4. Katsuhisa op.1 〜Faith Of Love　[3:59]
5. ［ヴェルディ、「レクイエム」より］ デイエス・イレ(怒りの日) 〜孤独の美学　[4:05]
Dies iræ, from "Messa Da Requiem" [Verdi, 1813-1901]
ヴェルディのレクイエムは高見沢が大好きな曲である[参 1]。
6. ［チャイコフスキー］ピアノ協奏曲第1番変ロ短調作品23 〜Sweat & Tears　[4:18]
Piano Concerto No.1 In B Flat Minor, op.23 [Tchaikovsky, 1840-1893]
7. ［ジョイ・トゥ・ザ・ワールド］ 〜聖夜 -二人の Silent Night-　[4:14]
Joy to the World
8. ［ムソルグスキー、組曲「展覧会の絵」より］プロムナード 〜Symphony Of The Alfee (Gate Of Heaven〜The Ages〜DNA Odyssey)　[15:44]
Promenade, from "Picture at an Exhibition" [Modest Mussorgsky, 1839-1881]
2006年のアルバム『STARTING OVER 〜BEST HIT OF THE ALFEE〜』内で「組曲 Symphony of The Alfee」として再録された。
9. FLOWER REVOLUTION (orchestra version)　[6:15]
オリジナルアルバムに収録される前に本作でオーケストラアレンジされた。オリジナルアルバムには、およそ7か月後に発売となった『ARCADIA』に収録された。

## クレジット
- directed by Hiroshi Watanabe
- recorded by Mike Jarratt, Simon Rhodes, John Luard Timperley, Tom Leader, Shigeru Nakazato, Hidetoshi Okazaki

### アーティスト
- 高見沢俊彦：Vocal, Electric Guitar
- 坂崎幸之助：Vocal, Acoustic Guitar
- 桜井賢：Vocal
- 菊地圭介：Keyboards
- 長谷川浩二：Drums
- そうる透：Drums
- 岡沢章：Bass
- 美野春樹, 中西康晴, 山田秀俊：Acoustic Piano
- 上田浩恵：Vocal on #8
- London Symphony Orchestra conducted by 服部克久
- The Astarte Orchestra of London
- The Ambrosian Singers

## 品番
- CT：PCTA-00040
- CD：PCCA-00053・PCCA-01071

## 関連作品
- THE ALFEE CLASSICS II
- THE ALFEE CLASSICS III
- Takamiy Classics